# Chaînon Sangre de Cristo
Le chaînon Sangre de Cristo, localement appelé chaînon oriental, est un étroit massif de montagnes des Rocheuses d'orientation nord-sud, située sur le bord oriental du rift du Rio Grande dans le Sud du Colorado aux États-Unis. Les montagnes s'étendent sur 95 km, du col Poncha au col Mosca et forment une haute crête séparant la vallée de San Luis à l'ouest du bassin de l'Arkansas à l'est.
Selon l'USGS, le chaînon est la partie septentrionale des monts Sangre de Cristo, qui s'étendent à travers le Nord du Nouveau-Mexique. L'usage des termes « chaînon Sangre de Cristo » (Sangre de Cristo Range) et « monts Sangre de Cristo » (Sangre de Cristo Mountains) varie ; le premier inclut parfois la sierra Blanca, et donc le pic Blanca (4 372 m), et s'étend ainsi jusqu'au col La Veta.

## Géographie

### Situation, topographie

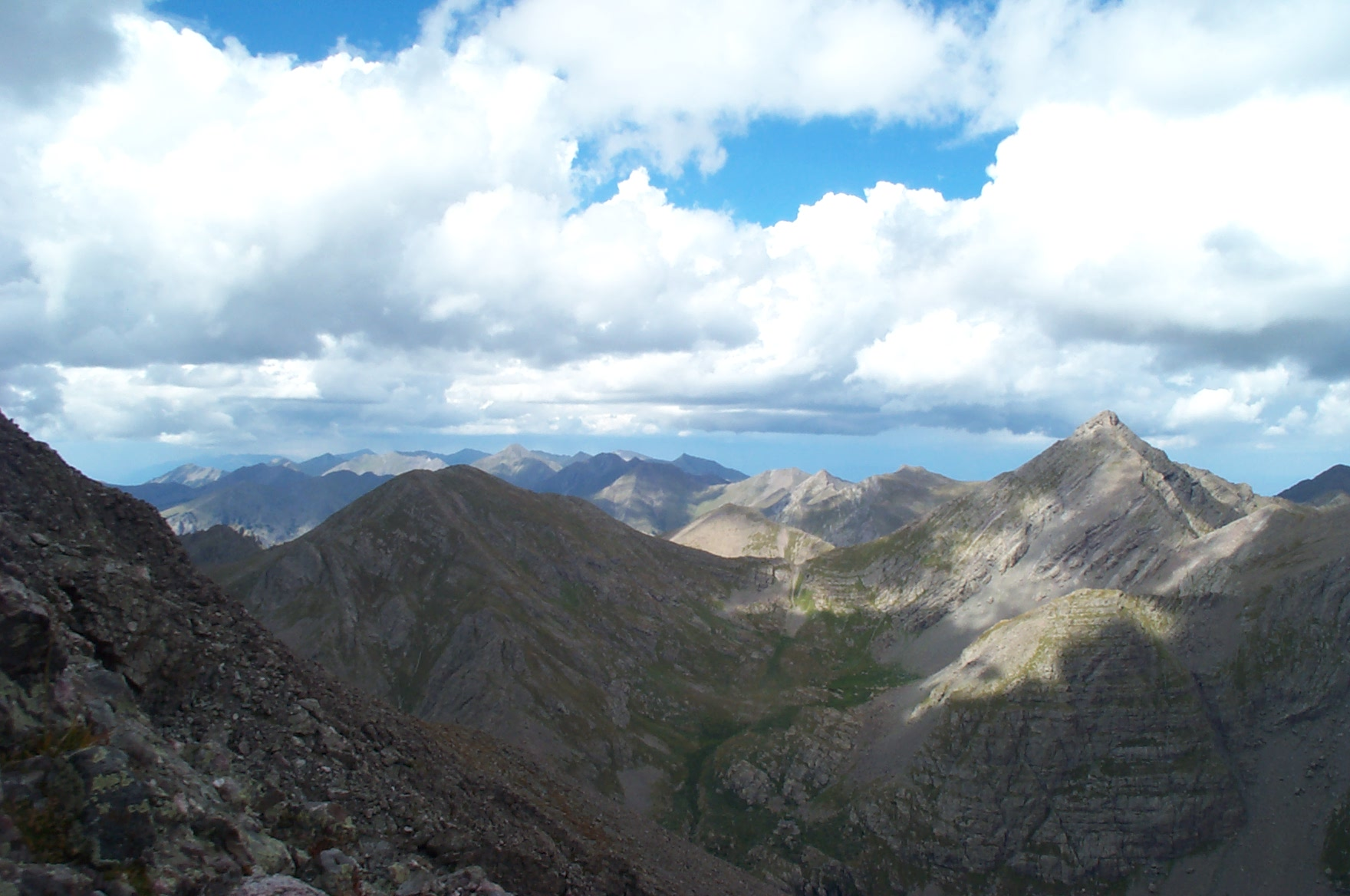
Vue du mont Adams et du nord du chaînon.

Deux forêts nationales recouvrent la plus grande partie du chaînon. Le côté nord-est (Arkansas River) est situé à l'intérieur de la forêt nationale de San Isabel, alors que le côté sud-ouest (vallée de San Luis) appartient à la Forêt nationale du Rio Grande. Le parc national et réserve de Great Sand Dunes se trouve sur le flanc sud-ouest, au bord de la vallée San Luis. Aucune route pavée ne traverse le chaînon, on n'y trouve que des pistes pour les automobiles à transmission intégrale et des sentiers pédestres par le Hayden Pass, le Hermit Pass, le Music Pass, le Medano Pass et le Mosca Pass.

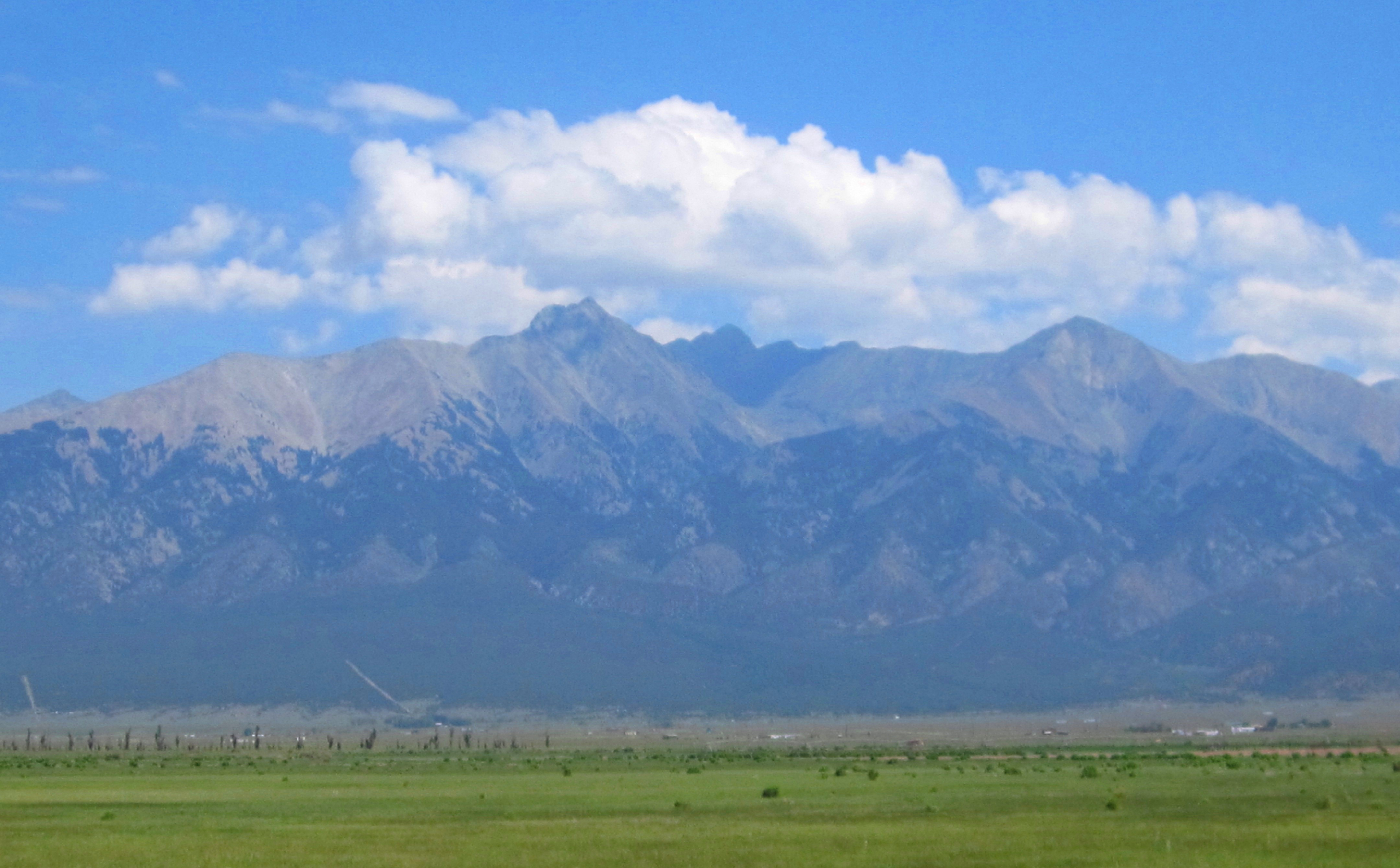
Vue du chaînon Sangre de Cristo depuis Blanca.

Les sommets les plus importants sont ceux du groupe des Crestones : le pic Kit Carson, le pic Crestone, l'aiguille Crestone et le pic Humboldt. Deux sommets secondaires du mont Kit Carson, Challenger Point et Columbia Point, ont reçu ces noms en mémoire des équipages des navettes spatiales Challenger et Columbia.

### Géologie
Le Sangre de Cristos est un horst avec de grandes lignes de failles le long des versants est et ouest de la montagne, coupant le massif par endroits. Elle a été formée, en un seul bloc de roches, il y a environ  27 millions d'années.
Sur le côté occidental se trouve la vallée de San Luis avec le Rio Grande coulant au milieu ; sur le versant sud-est  le Bassin Raton, un champ volcanique calme, mais encore actif ; sur le versant nord-est, les Wet Mountains et la Front Range, zones de roches métamorphiques magmatiques précambriennes, formées pendant l'orogénèse du Colorado il y a environ 1,7 milliard d'années et surélevées plus récemment pendant l'orogenèse laramienne.
Alors que le pic Blanca est aussi constitué de roche précambrienne, la majeure partie du chaînon Sangre de Cristo au sens strict est composée de jeunes roches pennsylvaniennes-permiennes (d'environ 250 millions d'années), un mélange de roches sédimentaires, de conglomérats, de schistes et de roches plutoniques. Ces roches proviennent de sédiments érodés des montagnes Rocheuses originelles.

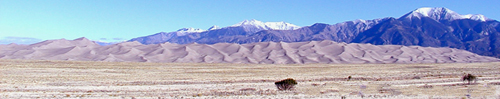
Le chaînon Sangre de Cristo se dressant au-dessus du parc national des Grandes Dunes de sable

## Histoire

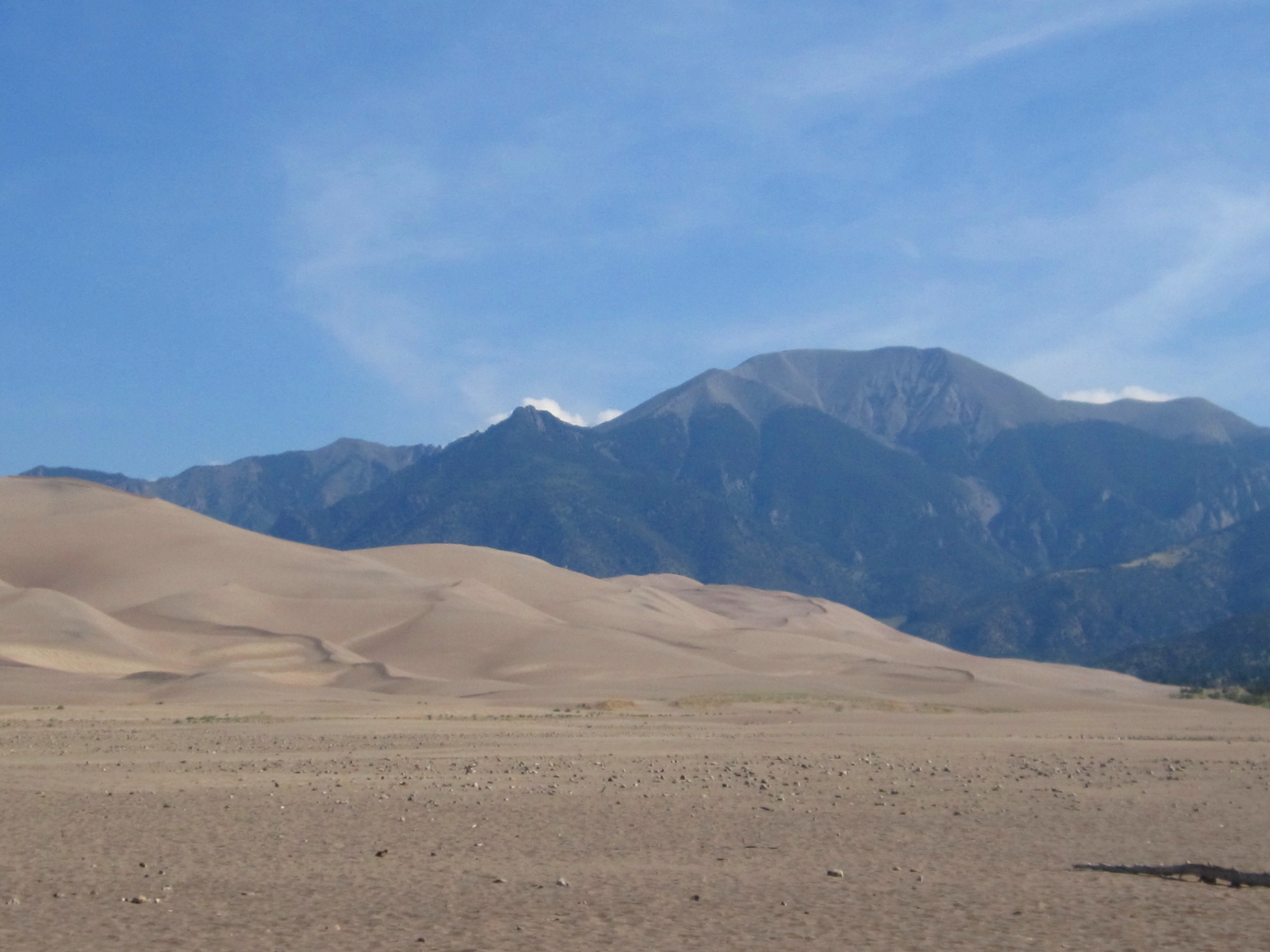
Vue du mont Herard depuis les Great Sand Dunes.

En 1719, l'explorateur espagnol Antonio Valverde y Cosio, impressionné par le halo rougeâtre des sommets enneigés au lever du soleil, nomme ces montagnes Sangre de Cristo (le « sang du Christ »).

## Activités
Le tourisme est devenu la principale activité économique[Quand ?].